# 耳垢
耳垢（みみあか／じこう）は、耳の中に付着した垢である。俗に耳糞（みみくそ）ともいう。
空気中の埃や古い皮膚、毛、皮脂腺とアポクリン腺の一種である耳垢腺からの分泌物からなる。耳内を酸性（ほぼpH5）の環境とし、細菌を抑制するリゾチーム、免疫グロブリンA(IgA)などが含まれ、脂質で皮膚の保湿などが行われているとされる。2020年時点では、「湿性耳垢が虫除けになるとする言説」の科学的な証明はされていない。
「除去する必要がある」とする意見と、「除去しなくて良い」という意見の双方があるが、補聴器や耳栓やイヤホンを常に付ける人などでなければ、あごの動きなどで、自然に乾いて外側へ排出されるため、掃除をする必要はない。耳掃除を行って、皮膚を傷つけたり、鼓膜穿孔、耳垢塞栓になるリスクを負う必要はないというのが、米耳鼻咽喉科頭頸部外科学会の見解である。

## 乾性・湿性

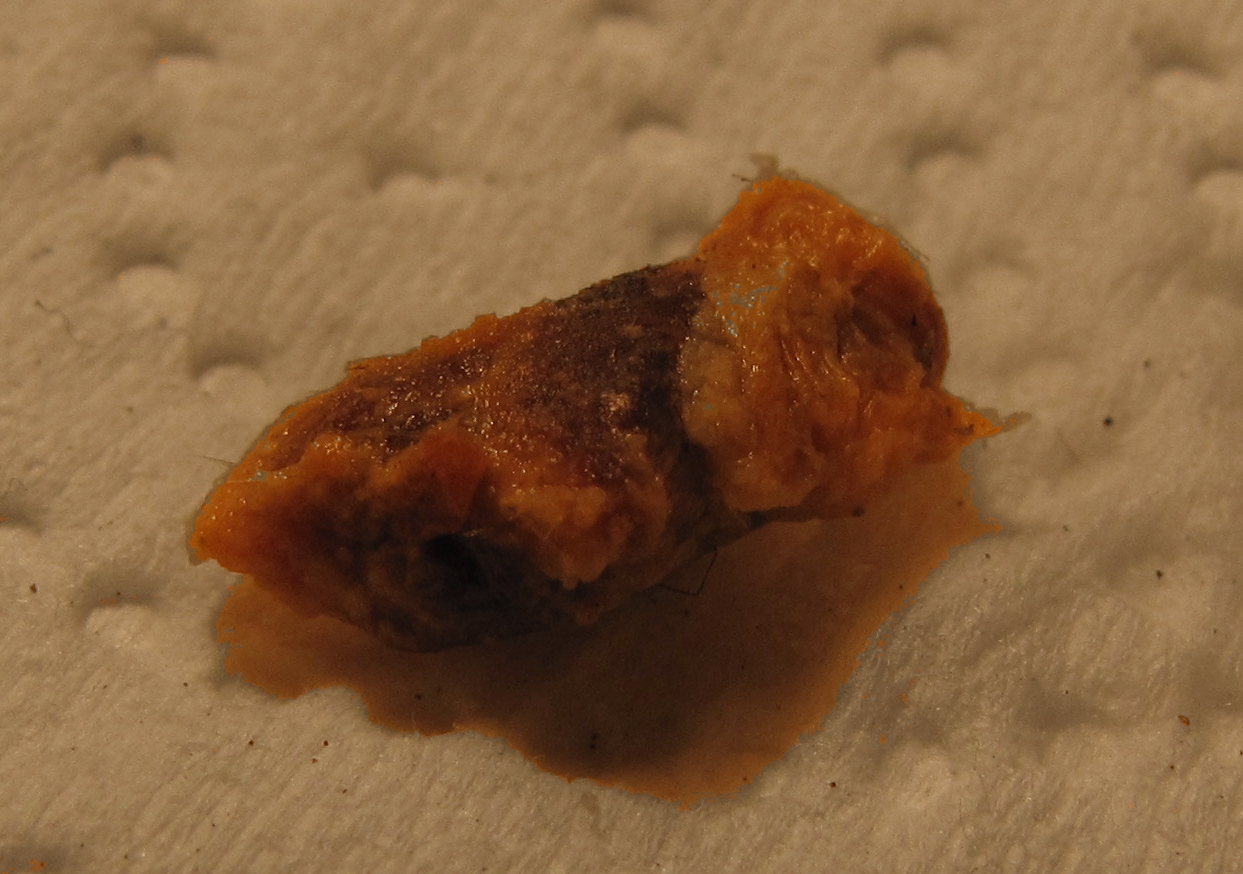
湿性耳垢

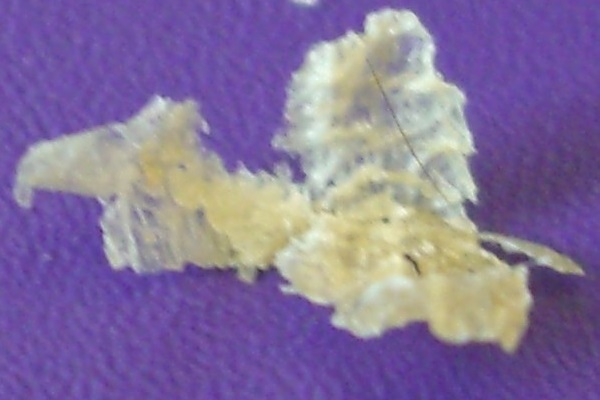
乾性耳垢

耳垢は乾性耳垢（乾燥した耳垢）と湿性耳垢（湿った耳垢）がある。この性質はABCC11遺伝子という単一遺伝子で決定され、メンデル遺伝する。湿った耳垢は顕性、乾いた耳垢は潜性である。なお日本人全体の割合に於いて湿性耳垢は少数、乾性耳垢が多数である。
湿った耳垢である人は体質的に体臭が強い傾向にある。耳垢が湿るのは耳の中にあるアポクリン腺から分泌される汗が原因であり、発汗量が多いのは体臭の原因のひとつとされるアポクリン腺の量が比較的多いからである。ちなみに湿性耳垢の状態は分泌される汗の量により、耳から流れ出るほど低粘度から粘土状のものまで様々な状態が存在する。
アポクリン腺の活動状態は、同一人物でも成長により変化する。これは腺の活性が第二次性徴のひとつだからである。故に成長期を過ぎると共に汗の分泌量も低下し、高齢者では耳垢は粘度が高い粘土状になる傾向がある。
耳垢の乾性／湿性の割合は人種によって大きく差があり、北部の中国人や韓国人で湿性耳垢は4 - 7%、ミクロネシア人やメラネシア人では60 - 70%、白人では90%以上、黒人は99.5%が湿性耳垢である。日本人全体では湿性耳垢は約16%だとされる。ただし日本国内でも北海道や沖縄と、本州の間で割合に大きな差があり、北海道のアイヌ民族では約50%が湿性耳垢であるとの報告がある。日本には元々湿性耳垢の縄文人が居住しており、やがて本州には乾性耳垢の弥生人が流入したが、その影響が及ばなかった北海道・沖縄には湿性耳垢が保存されたことによる、と説明されている。同様の研究は長崎県立長崎西高校の生物部も日本人類遺伝学会で2007年9月15日に発表しており、演者らによると乾性耳垢は西日本に多い傾向が見出されたとのことであり、渡来人の人骨が西日本で比較的よく発見される事実を証明するものであるとした。東北地方や北関東、南九州地方の人にも湿性耳垢が多いことがわかっている。
2006年1月29日、長崎大学の研究グループの論文発表で、耳垢が湿性か乾性かを決定するのはDNAの塩基配列の一か所の違いであることが判明。また同論文では、「乾性耳垢」というものは本来存在せず、この場合は先天的に耳垢が生成されない体質であり、耳垢だと思われる物は耳壁の表皮や外部の埃などであることが述べられている。耳垢が湿性か乾性かというのは皮膚の性質の一性質を表しており、熊本大学の小野らは癜風の場合の耳垢は、日本人の平均より湿性が多いと発表した。

## 耳掃除

人耳の構造

外耳道（耳の穴）は、骨部と軟骨部に分かれている。骨部が内側で、軟骨部が外側である。皮膚は鼓膜がある内側から外側へ移動するように出来ており、正常であれば、奥に耳垢はたまることなく、軟骨部と骨部の移行部まで出てくる。すなわち、耳を掃除するのは、見える範囲内でいいということになる。

## 耳垢の特徴
（本節は 石井（2009年）を参考文献とする）
耳垢は弱酸性であり、殺菌剤としての役割を果す。虫の多い季節・地域では、外耳道に虫が入り、耳鼻科医の診察を受ける患者はごく普通に存在する。患者の共通点は耳垢がないことである。耳垢には防虫効果があると言われている。湿性耳垢の原因であるアポクリン腺から分泌される汗は独特の苦みと臭気があり、とりわけ虫類に対し強い忌避効果がある。垢にはこのような特長が備わっているため、外耳道を清潔にするために行ったはずの耳掃除が菌や虫の生息に適した環境作りとなる可能性がある。生活環境等にもよるが、耳掃除の頻度に留意する必要がある。また、耳掃除の際に力を入れすぎると皮膚などを傷つけ、そこから分泌液などが発生し不快な臭いが発生したり炎症を起こし（外耳炎・中耳炎など）、場合によっては聴力に異常をきたす場合がある。

## 動物の耳垢
基本的に野生動物の耳垢は、自然に出てしまうので溜まらないとされる。ただし、クジラの仲間に限っては耳の構造上耳垢が出ることはなく、死ぬまで溜まり続け耳垢栓となる。この耳垢栓には年輪のような筋があり、クジラの年齢やストレスなどのホルモン、汚染物質の影響などを推測することが出来る。
調査捕鯨などでは耳垢栓を回収するために、それを破壊しないように捕獲する必要がある。